# علیرضا بخت
علیرضا بخت (زاده ۱۷ سپتامبر ۱۹۹۹)، پارا تکواندوکای ایرانی است. او ایران را در پارالمپیک تابستانی ۲۰۲۴ نمایندگی کرد.

## دوران حرفه‌ای
بخت در بازی‌های پاراآسیایی ۲۰۲۲ توانست در وزن -۸۰ کیلوگرم، مدال نقره کسب کند.
بخت در پارالمپیک تابستانی ۲۰۲۴ توانست در همین وزن، یک مدال برنز به‌دست‌آورد.